# Rosita Amores

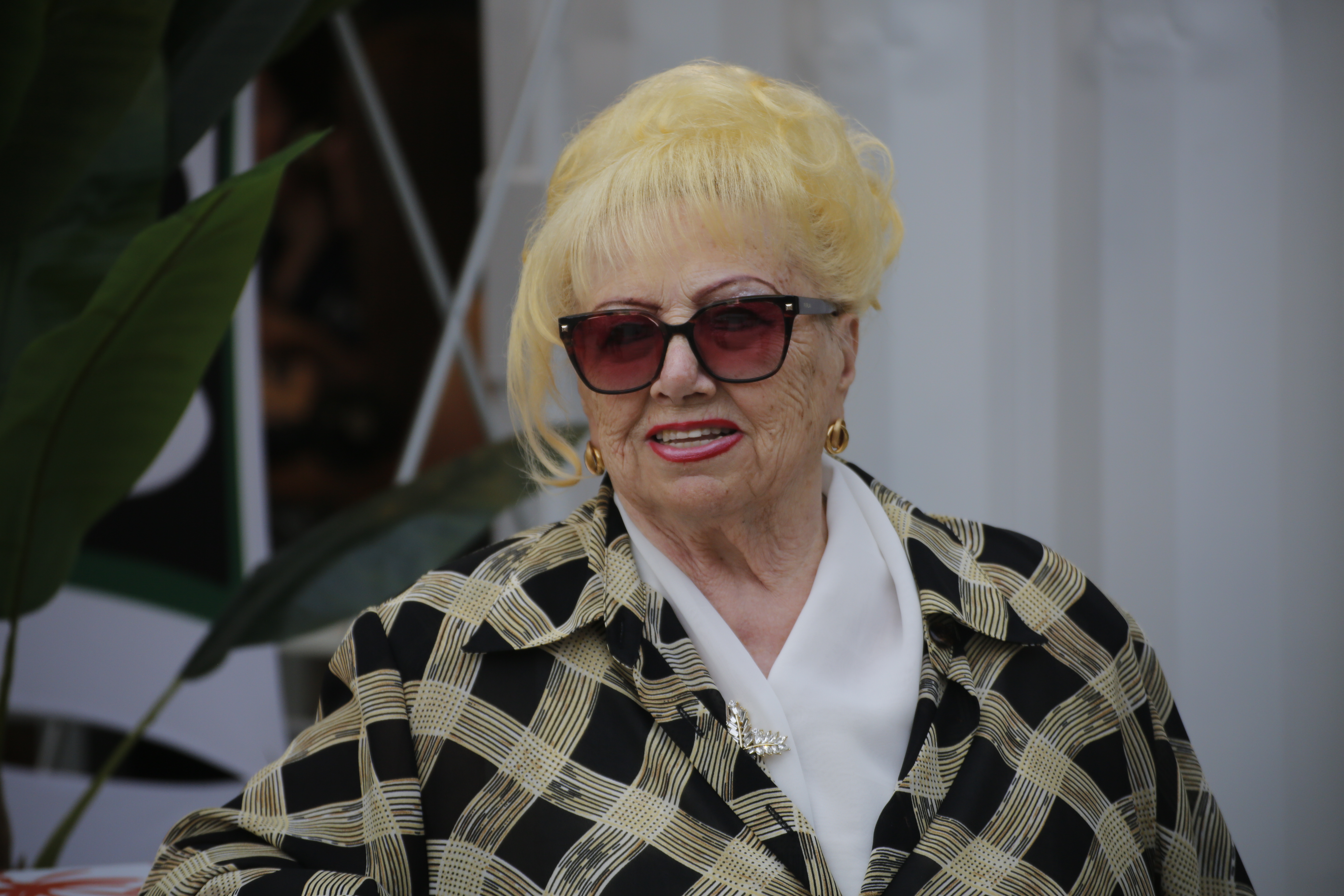
Rosita Amores 2022

Rosita Amores (eigentlich Rosa Amores Valls; * 26. Januar 1938 in Nules) ist eine spanische Künstlerin im Bereich des Varieté.

## Leben
Sie gilt als eine Pionierin des erotischen Kabaretts in Spanien. Es gelang Amores während der Herrschaft Francos in Spanien die herrschende Zensur zu umgehen. 2010 trat sie in der Show „Pasarela“ im Televisión Valenciana auf. Sie begann als Lead-Sängerin in einer Tanzkapelle in Varieté-Shows im Teatro Alkazar in Valencia. Ihr Lied Dame Menta wurde im Volk als Freiheitssong aufgefasst. Ihr Leben wird in einem Musical verarbeitet.
| - El virgo de Vicenteta (1979). Regisseur: Vicente Escrivà. - Gràcies per la propina (1997). Regisseur: Francesc Bellmunt. - Vicenteta, esta-te queta (1979). Regisseur: Vicente Escrivà. - Con el culo al aire (1981). Regisseur: Carles Mira. - Un negre con un saxo (1988). Regisseur: Francesc Bellmunt. - El robo más grande jamás contado (2002) Regisseur: Daniel Monzón. | - L’Alqueria Blanca. Fernsehserie in RTVV (Canal 9). - Negocis de família. Fernsehserie in RTVV (Canal 9). - Ala...Dina. Fernsehserie in RTVE. - Tío Willy. Fernsehserie in RTVE. - La casa de los líos. Fernsehserie in Antena 3. - Blasco Ibáñez. La novela de su vida”. RTVE. Regisseur: L. G. Berlanga. - Benifotrem. Sèrie de RTVV (Canal 9). Regisseur: Toni Canet. - Russafa 56. Sèrie de RTVV (Canal 9). Regisseur: Carles Mira. | - Las comedias bárbaras de Valle-Inclán. Regisseur: Bigas Luna. - Teatro Alkazar in Valencia. - Tourneen mit Komödien und Revuen als Diva. - Diva im Theater El Molino (Barcelona). |